# Mount Buller
Pour les articles homonymes, voir Buller.
Cet article possède un paronyme, voir Mont Buller.
Mount Buller (252 habitants) est un hameau de l'État de Victoria, en Australie à 208 km au nord-est de Melbourne sur les flancs du Mont Buller.
C'est principalement un village de vacances, Mount Buller étant un lieu populaire auprès des amateurs de sports de neige en hiver en raison de son emplacement à proximité de Melbourne. Il culmine à 1 805 mètres.
La station de ski de Mont Buller et ses environs ne sont pas rattachés à une zone d'administration locale mais la plus grande partie de la localité de Mont Buller fait partie du comté de Mansfield.

## Station de Ski

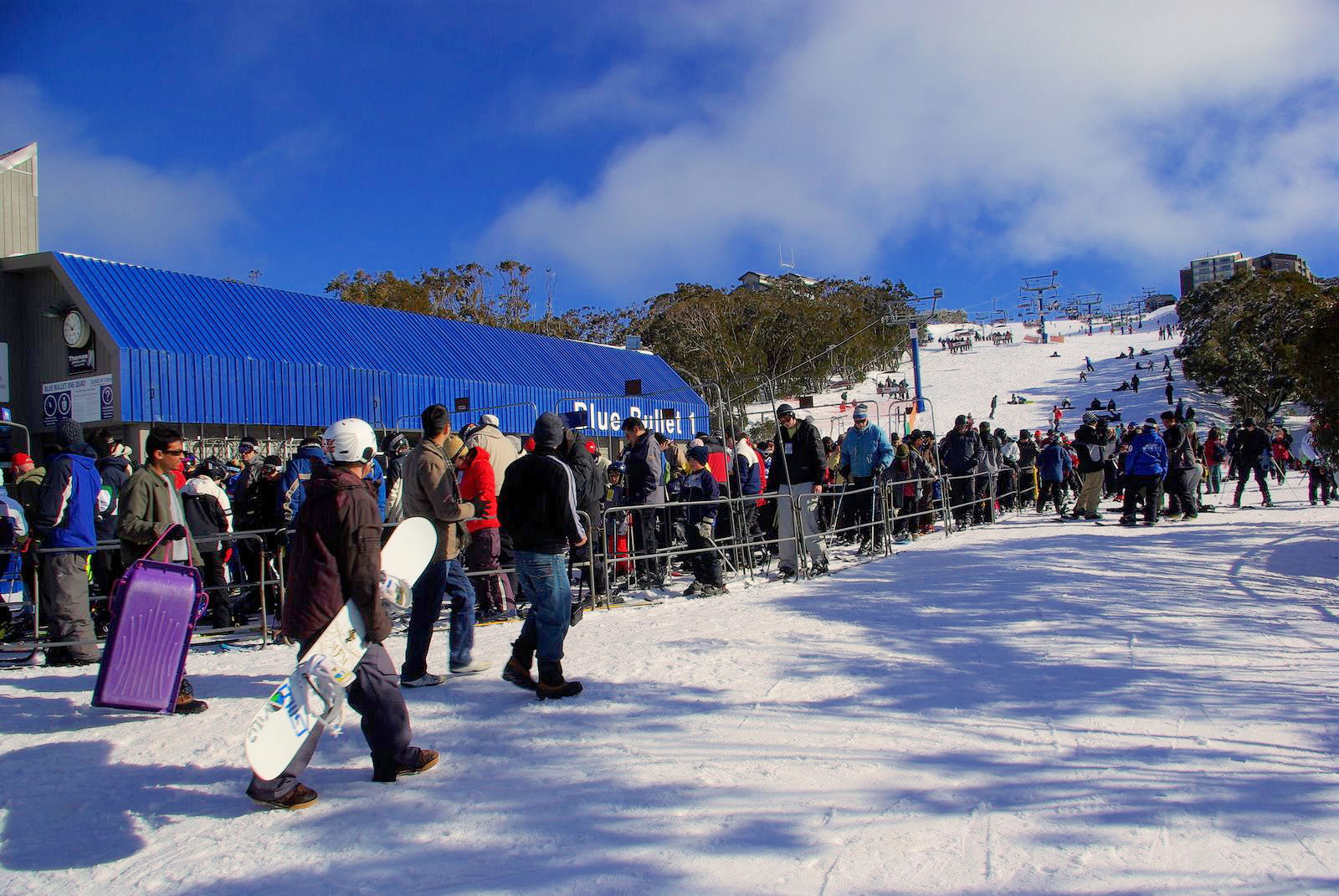
Remontée mécanique de la Station de ski de Mount Buller

Le mont Buller accueille sur ses flancs une station de ski, ouverte de début juin à fin septembre, d'Australie de 1 340 à 1 740 mètres, avec 25 remontées mécaniques. Mount Buller étant un lieu populaire auprès des amateurs de sports de neige en hiver en raison de son emplacement à proximité de Melbourne. Buller a des pistes adaptées à tous – des vertes telles que Bourke St, Baldy et Burnt Hut Spur aux noires comme Federation au sud. Le Mount Buller World Aerials est un évènement de saut aérien qui se tient au Mont Buller. C'est le premier évènement de l'année dans le calendrier des coupes du monde. Pas trop loin du Mount Buller se trouve la station de ski moins développée de Mont Stirling (1749 m), qui a plus de 60 km de pistes de ski de fond, et des pistes de ski alpin.